# Kulturpreis der Stadt Erfurt
Der Kulturpreis der Stadt Erfurt ist ein seit 1966 von der Stadt Erfurt verliehener Kunstpreis.

## Geschichte
Ein „Kulturpreis der Stadt Erfurt“ wurde bereits 1966 bis 1989 auf Grundlage eines Ratsbeschlusses vom 12. Mai 1966 von der Stadt Erfurt verliehen. Geehrt werden sollten Menschen, „deren kulturelles Schaffen für Erfurt besonders bedeutungsvoll war“ und „für Werke, die den humanistischen Traditionen der Stadt Erfurt entsprechen und die Entwicklung der deutschen sozialistischen Nationalkultur fördern, außerdem für hervorragende Neuschöpfungen, beispielsweise wissenschaftliche Forschungsarbeit oder kulturpolitische Leistungen“. Bis 1989 erhielten Einzelpersonen eine Geldprämie von bis zu 3000 DDR-Mark, Kollektive konnten bis zu 10.000 Mark erhalten. Viele Preisträger waren selbst Mitarbeiter der Stadtverwaltung.
Nach der Wende fanden bis 1996 keine Verleihungen mehr statt. Durch Satzung vom 20. August 1996 beschloss die Stadt Erfurt, erneut Kulturpreise zu verleihen. Der Preis wird seitdem alle zwei Jahre öffentlich ausgelobt. Mit ihm sollen „hervorragende Leistungen auf dem Gebiet der Bildenden Künste, der Darstellenden Künste, der Literatur und Musik anerkannt werden, die entweder durch die Person oder durch das Werk in Zusammenhang mit der Landeshauptstadt Erfurt stehen.“ Jeder Bürger des Landes Thüringen hat das Recht, mögliche Preisträger, die auszeichnungswürdige kulturelle Leistungen vollbracht haben, vorzuschlagen. Dieser Preis ist  zurzeit mit 5000 Euro dotiert.

## Preisträger

### 1966 bis 1989
- 1966 Otto Knöpfer, Maler
- 1967 Ude Nissen, Generalmusikdirektor
- 1968 Siegfried Kraft, Grafiker
- 1969 Dr.-Theodor-Neubauer-Ensemble des VEB Pressen- und Scherenbau; Karl Römpler, Direktor der Erfurter Museen
- 1970 Orchester des Mdl unter Ltg. von Major Spillner; Walter Nitsch, Stadtarchitekt
- 1971 Thomas-Müntzer Ensemble des VVB Zentronik, Betriebsteil Optima Erfurt; Otto Damm, Grafiker
- 1972 Zirkel Bildnerisches Volksschaffen (Ltg. Albert Habermann), Erfurter Kammermusikvereinigung (Ltg. Kurt Kunert); Walter Strobel, Leiter der Wissenschaftlichen Allgemeinbibliothek.
- 1973 Johann Cilenšek, Komponist und Musikpädagoge; Karl-Heinz Friebel, Musikschulleiter
- 1974 Orchester der Städtischen Bühnen Erfurt; Fritz Dietrich Altmann, Direktor des Zooparkes
- 1975 IGA Erfurt; Anke Besser-Güth, Bildhauerin
- 1976 Johanna Hoffmann, Schriftstellerin; Karl-Heinz Bornmann, Stadtrat für Kultur
- 1977 Nohra-Ensemble; Bodo Witte, Intendant der Städtischen Bühnen
- 1978 Fanfarenzug des Schuhkombinats "Paul Schäfer"; Erich Enge, Maler und Grafiker
- 1979 Ballettensemble der Städtischen Bühnen; Kurt Steiniger, Schriftsteller
- 1980 Erfurter Kunstkabinett; Jürgen Degenhardt, Komponist;
- 1981 Arbeitskreis Burg Gleichen; Kurt Kunert, Musiker, Komponist; Ude Nissen, (2. Mal)
- 1982 Schauspielensemble der Städtischen Bühnen; Wolfgang Stahl, Leiter des Volkskunstensembles des VEB Umformtechnik
- 1983 Jugendmusikkorps des VEB Umformtechnik unter Ltg. von Dieter König; Robert Häfner, Direktor des Volksbuchhandels
- 1984 Fördergruppe „Textilgestaltung“ am Zentralen Klub der Jugend und Sportler; Siegrid Trittmacher-Koch, Choreographin des Ballets der Städtischen Bühnen;
- 1985 Erfurter Singakademie, Ltg. Manfred Jäckel; Otto Panser, Kunsthandwerker;
- 1986 Autorenkollektiv des Buches „Geschichte der Stadt Erfurt“; Lothar Stuckart, Tanzorchesterleiter
- 1987 Börner-Quartett der Städtischen Bühnen; Dietmar Beetz, Schriftsteller
- 1988 Jagdhornbläsergruppe der Jagdgesellschaft Erfurt-Stadt; Ruth Menzel, Kunstwissenschaftlerin
- 1989 Mädchenkammerchor der Bezirksmusikschule Erfurt; Lothar Krone, Formgestalter und Künstler

### Seit 1997
- 1997 Alfred Traugott Mörstedt, Maler und Grafiker
- 1999 Jürgen Kerth, Musiker
- 2001 Ernst August Zimmermann, Druckgrafiker
- 2003 Gert Frischmuth, Chorleiter
- 2005 Dieter König, Leiter der Stadtharmonie
- 2007 Günther Kreienbrink, Restaurator und Buchbinder
- 2009 Erfurter Herbstlese e. V., Literaturverein
- 2012 Zughafen, freies Netzwerk aus Künstlern und Firmen (Clueso, Norman Sinn, Ryo)
- 2015 Tanztheater Erfurt e. V.
- 2018 Imago Kunst- und Designschule und Projekt Kalif Storch
- 2021 Die Schotte. Das Theater